# Unione Calcio Femminile Padova

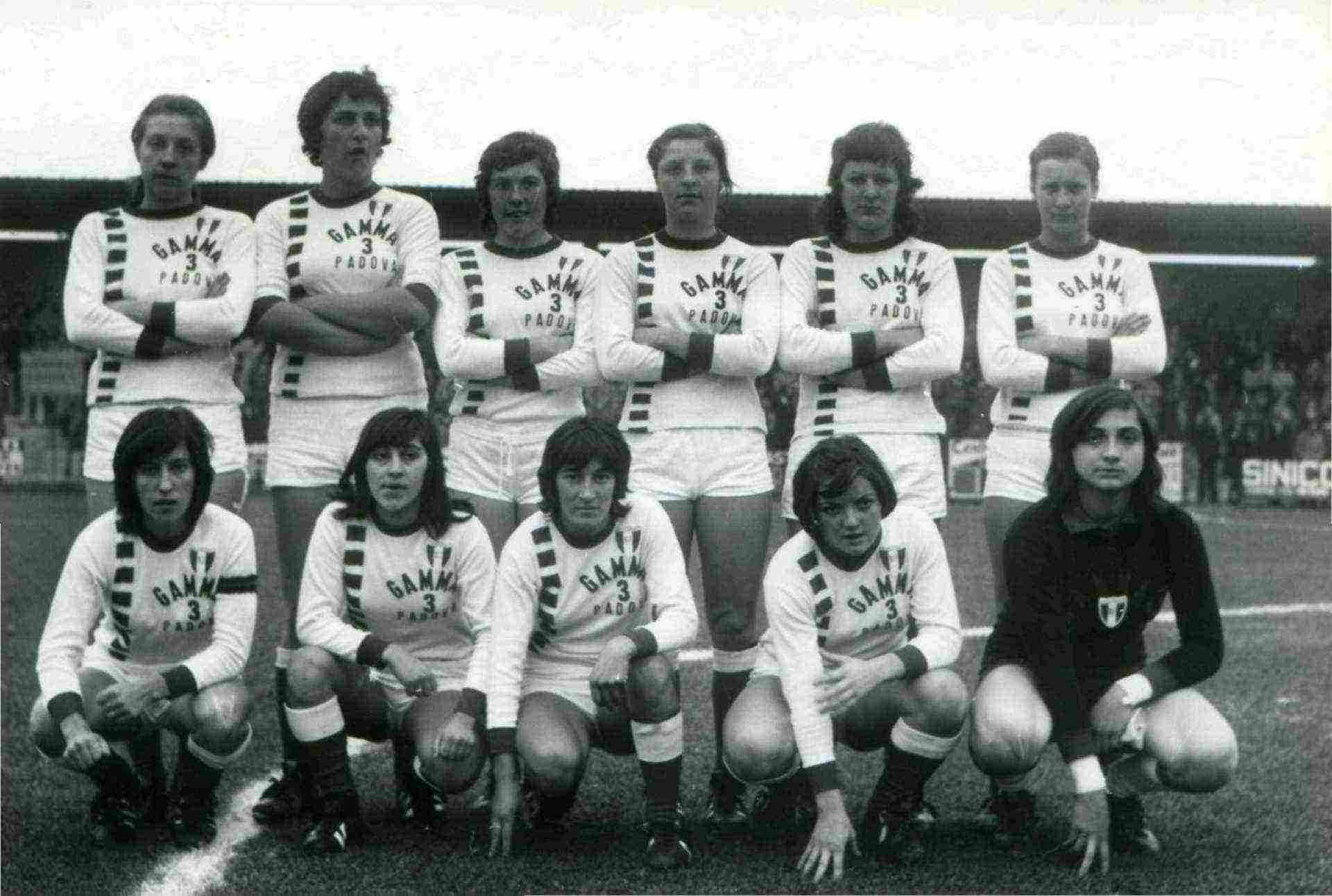
Gamma 3 Padova

Gamma 3 Padova ou ACF Padova ou UCF Padova est un ancien club de football italien qui a joué dans les Serie A féminine et Serie B féminine.

## Histoire
Le club est fondé en 1971 par les propriétaires de la société Gamma3, le club porte le nom de Gamma 3 Padova. Dès sa première saison le club devient Champion d'Italie en 1972, puis défend son titre en 1973. En 1974, Padova remporte la Coupe d'Italie.
En 1977, Gamma 3 cesse de soutenir le club qui change de nom et devient Associazione Calcio Femminile Padova. En 1978, le club arrête son activité.
En 1981, le club est refondé sous le nom GS Castagnara, après deux saisons il prend le nom de Unione Calcio Femminile Padova et revient en Serie A pour la saison 1985-1986 après deux promotions successives. Mais après deux relégations successives il retrouve la troisième division en 1987. À la fin de la saison 1987-1988, il fusionne avec l'UFC Cadoneghe pour devenir l'UFC Padova. Le club cessera son activité plus tard laissant la place à l'ASD Calcio Padova Femminile fondé en 2008, qui reprend les mêmes couleurs que l'UC Femminile Padova.

### Palmarès
- Serie A : (2)
  - Championne : 1972, 1973
  - Vice-championne : 1974, 1975, 1977

- Coupe d'Italie :  (1)
  - Vainqueur : 1974

## Anciennes joueuses internationales
- Susanne Augustesen
- Conchi Sánchez